# Conversione parametrica
La conversione parametrica spontanea o spontaneous parametric down-conversion (SPDC) è un processo rilevante in ottica quantistica.
Un cristallo non lineare (per esempio di calcite) separa i fotoni incidenti in coppie di fotoni a più bassa energia, conservando nel processo l'energia totale e la quantità di moto. Il termine parametrico si riferisce al fatto che  lo stato del cristallo è lasciato inalterato, mentre energia e impulso si conservano. Il processo è spontaneo, stimolato cioè da fluttuazioni casuali del vuoto.  Le coppie di fotoni sono quindi create a intervalli non prevedibili.
Attualmente questo è il principale meccanismo per generare singoli fotoni (stati di Fock). I fotoni così generati sono utilizzati per esperimenti di informazione quantistica, crittografia quantistica e per il test di Bell.